# 蔡致遠
蔡致远，字君博。福建晉江縣人，清朝政治人物。同進士出身。
康熙二十一年，登壬戌科进士，授井陉縣知縣，歷任吏部員外郎、郎中。